# Dirty Money
| Críticas profissionais | Críticas profissionais |
| Avaliações da crítica  | Avaliações da crítica  |
| Fonte                  | Avaliação              |
| ---------------------- | ---------------------- |
| Allmusic               | [ 1 ]                  |

Dirty Money é o quarto álbum de UGK. O álbum veio após um hiato de cinco anos. Porém, eles já haviam planejado esse álbum desde 1998, e cartazes para o álbum apareceram em alguns dos álbuns da Jive no final de 1998. "Take It Off" apareceu no CD da trilha sonora de The Corruptor. "Money, Hoes & Power" com Jermaine Dupri foi também apresentada no álbum Instructions de Dupri. O álbum foi lançado nas versões explícita e editada. A versão editida remove palavrões e outras letras que podem ofender alguém. A canção "Wood Wheel" também foi removida na versão editada devido as referências a drogas sem parar. A faixa "Ain't That a Bitch (Ask Yourself)" foi também editada na versão explícita devido as letras sexistas e sexualmente explícitas. Desde 2011, o álbum vendeu 522.943 cópias.

## Lista de faixas
1. "Let Me See It"
2. "Choppin' Blades"
3. "Look At Me"
4. "Ain't That A Bitch (Ask Yourself)" (featuring Devin the Dude)
5. "Gold Grill" (featuring 8Ball & MJG)
6. "PA Nigga"
7. "Holdin' Na" (featuring C-Note)
8. "Don't Say Shit" (featuring Big Gipp)
9. "Dirty Money"
10. "Like A Pimp" (featuring Three 6 Mafia)
11. "Pimpin' Ain't No Illusion" (featuring Kool Ace & Too Short)
12. "Take It Off"
13. "Wood Wheel"
14. "Money, Hoes & Power" (featuring Jermaine Dupri; Bonus Track)

## Posições nas paradas
| Parada (2001)                           | Melhor posição |
| --------------------------------------- | -------------- |
| E.U.A. Billboard 200                    | 18             |
| E.U.A. Billboard Top R&B/Hip-Hop Albums | 2              |